# سی. ای. ثیر (۱۸۹۵)
سی.ای. ثیر (۱۸۹۵) (به انگلیسی: C.A. Thayer (1895)) یک کشتی است که طول آن ۲۱۹ فوت (۶۷ متر) می‌باشد. این کشتی در سال ۱۸۹۵ ساخته شد.